# Michel Abrass

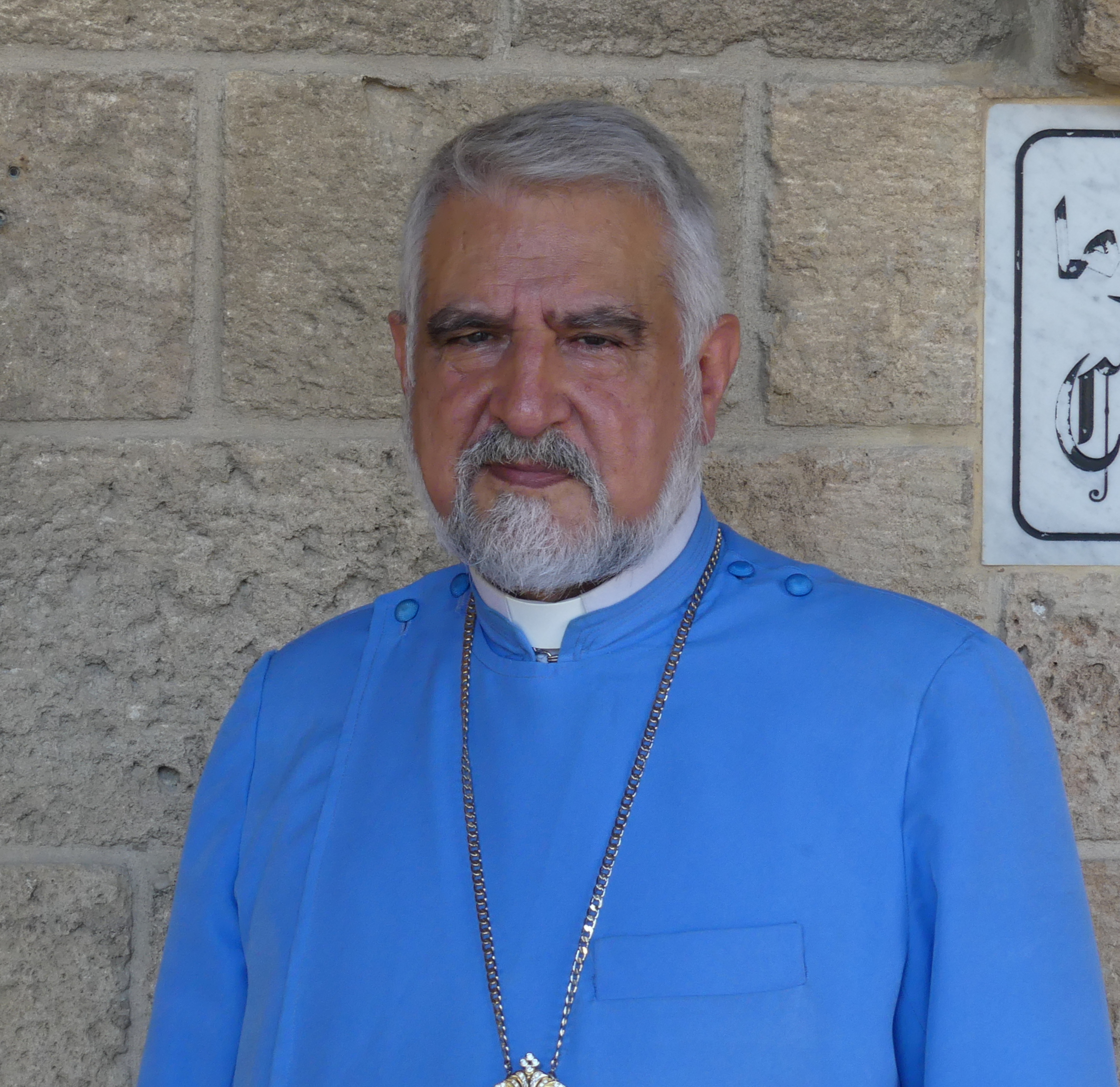
Michel Abrass, 2019

Michel Abrass BA (* 14. Dezember 1948 in Aleppo, Syrien) ist ein Ordensgeistlicher der melkitischen griechisch-katholischen Kirche und emeritierter Erzbischof von Tyros.

## Priesteramtskandidat
1973 erlangte Michel Abrass den Bachelor in Philosophie an der Heilig-Geist-Universität Kaslik, danach absolvierte er seine Priesterausbildung am Priesterseminar der Basilianer. Dann schloss sich, bis 1980, ein Studium in Philosophie, Theologie und Liturgie an, mit dem Abschluss in Liturgie.

## Kirchenkarriere
Michel Abrass wurde 1981 zum Priester geweiht und ist Angehöriger der Aleppinischen Basilianer. Am 17. Oktober 2006 bestätigte Papst Benedikt XVI. die auf der Melkitischen Synode vorgenommene Wahl Abrass’ zum Kurienbischof in Antiochia und ernannte ihn zum Titularbischof von Abydus. Am 11. November 2006 wurde er zum Titularerzbischof von Myra dei Greco-Melkiti ernannt und am 10. Dezember 2006 durch den Patriarchen von Antiochia, Erzbischof Gregor III. Laham, sowie die Mitkonsekratoren Erzbischof Isidore Battikha BA von Homs und Erzbischof Joseph Kallas SMSP von Beirut und Jbeil zum Bischof geweiht. Auf der Synode der Melkitischen Bischöfe, die mit einer Bischofskonferenz gleichgestellt werden kann, wurde er 2007 zum Generalsekretär gewählt.
Am 21. Juni 2014 ernannte ihn Patriarch Gregor III. Laham in Übereinstimmung mit der Melkitischen Synode zum Erzbischof von Tyros.
Am 31. Januar 2021 erklärte Papst Franziskus den Bischofssitz von Tyros für vakant und bestellte Elie Bechara Haddad BA zum Apostolischen Administrator der Erzeparchie.

## Zur Situation der Christen
Im Oktober 2010 war er als Delegierter auf der Sonderversammlung der Bischofssynode in Rom und nahm zur Situation der Christen im Libanon Stellung. Er wies in seinem Statement auf drei Schwerpunkte hin: a) Die Auswahl und die Ausbildung der Geistlichen müsse sich mehr nach der Berufung und nicht nach der möglichen Karriere ausrichten, b) die Gerichtsbarkeit ist zum einen Teil staatlich und zum anderen Teil religiös-islamisch ausgerichtet. Dieses führe zu unterschiedlichen Machtverhältnissen, und c) die Arbeit der Laien muss verstärkt werden, dieses bedeute, dass die Christen einen gewissen positiven Laizismus erfahren müssten. In Bezug auf die Situation der Christen im Irak hinterfragte er kritisch:

„Sind wir überhaupt dazu in der Lage, die Probleme all unserer Kirchen zu lösen? Ich bezweifle es! Nehmen wir doch zum Beispiel die Probleme der christlichen Kirchen im Irak – die sind doch politischer Natur und können daher nur politisch gelöst werden… Viele Laien fragen sich, wie man sie behandeln wird, wenn sie sich als Christen bekennen – darum geben sie sich einen Schuss Laizität, je nachdem wie emanzipiert ihr (häufig muslimischer) Gesprächspartner ist. Wir sollten diesen Laien einen gewissen Liberalismus zugestehen…“